# Stephen Williams (Footballspieler)
Stephen Jacob Williams (* 29. Juni 1986 in Houston, Texas) ist ein ehemaliger US-amerikanischer American-Football-Spieler. Er spielte drei Saisons auf der Position des Wide Receivers in der National Football League (NFL).

## Karriere
Williams spielte von 2005 bis 2009 College Football an der University of Toledo für die Toledo Rockets. 2005 setzte er aus, da er ein Redshirtjahr einlegte. 2006 kam er zu seinen ersten Einsätzen, als er in zehn Spielen sechs Pässe fing. 2007 fing er 73 Pässe für 1.169 Yards, das erst dritte Mal in der Schulgeschichte, dass ein Spieler für über 1.000 Yards Pässe fing. Er wurde für seine Leistungen zum Second-Team All-MAC gewählt. Im folgenden Jahr wurde erneut zum Second-Team All-MAC gewählt. In seinem letzten Jahr wurde er ins First-Team All-MAC gewählt. Seine für die Rockets insgesamt 229 gefangenen Pässe und 3.102 Yards brachen die Schulrekorde von Lance Moore.
Nachdem Williams im NFL Draft 2010 nicht ausgewählt wurde, verpflichteten ihn die Arizona Cardinals. Er konnte in den ersten Training Camps von sich überzeugen und die Cardinals behielten ihn im aktive Kader. Er spielte in seiner ersten Saison in 30 % der offensiven Snaps, auch wenn er nur neun Pässe fing. 2011 nahm seine Spielzeit rapide ab. Er wurde für nur zwei Spiele aktiv und spielte nur einen Snap. Im August 2012 verletzte sich Williams an der Achillessehne, was dazu führte, dass er im Dezember 2012 von den Cardinals entlassen wurde. Bereits im Januar 2013 verpflichteten ihn die Seattle Seahawks. Williams konnte in den Training Camps überzeugen und erhielt einen Platz im 53-Mann-Kader. Er schaffte es jedoch nicht während der ersten vier Spiele einen Pass zu fangen und wurde am 5. Oktober 2013 von den Seahawks entlassen. 7. Oktober 2013 verpflichteten ihn die Jacksonville Jaguars. Er spielte in zwei Spielen der Jaguars, ehe er am 23. November 2013 auf der Injured Reserve List platziert wurde. Am 12. Mai 2014 entließen die Jaguars Williams. Drei Tage später wurde er von den Miami Dolphins verpflichtet.